# Baktalórántháza VSE
Baktalórántháza Városi Sportegyesület (Baktalórántháza Városi SE, Baktalórántháza VSE, BVSE) – węgierski klub piłkarski z siedzibą w mieście Baktalórántháza. W sezonie 2011/2012 klub uczestniczy w rozgrywkach Nemzeti Bajnokság III.

## Historia

### Chronologia nazw
- 1949: Baktalórántházi EPOSZ
- 1950: Baktalórántházi DISz
- 1981: Baktalórántházi TSZSE
- 2001: Baktalórántháza Városi Sportegyesület (VSE)